# 重森三玲
重森 三玲（しげもり みれい、1896年8月20日 - 1975年3月12日）は、昭和期の日本の作庭家・日本庭園史の研究家。出生名は重森 計夫（しげもり かずお）。

## 来歴・人物
岡山県上房郡吉川村（現・加賀郡吉備中央町吉川）の生まれ。当地には豪渓（ごうけい）と呼ばれる水墨山水画の世界を思わせる渓谷地帯がある。日本美術学校で日本画を学び、華道と茶道を習い稽古に励む。日本美術学校卒業後には東洋大学文学部に学ぶ。
大正6年（1917年）に画家の道を志し上京するが、全国から集まる才能に意気消沈する。昭和4年（1929年）京都へ移り住むと、翌年には勅使河原蒼風らと「新興いけばな宣言」を起草（当時は未発表）、いけばなの革新を世に提唱した。
その後は日本庭園を独学で学ぶ。昭和11年（1936年）より全国の庭園を実測調査し、全国500箇所にさまざまな時代の名庭実測、古庭園の調査などにより、研究家として日本庭園史のさきがけとなっていく。
昭和14年（1939年）、『日本庭園史図鑑』26巻を上梓して庭園史研究の基礎を築き、また昭和51年（1976年）には息子の重森完途と共に『日本庭園史大系』全33巻（別巻2巻）を完成させるなど、庭園史研究家としても多大な功績を残した。
昭和24年（1949年）には前衛いけばなの創作研究グループ「白東社」を主宰、後に前衛いけばな誌「いけばな藝術」を創刊した。
三玲が作庭した庭は、力強い石組みとモダンな苔の地割りで構成される枯山水庭園が特徴的であるとされ、代表作に、東福寺方丈庭園、光明院庭園、瑞峯院庭園、松尾大社庭園などがある。

## 代表作（見学が可能なもの）
- 東福寺 方丈庭園 1939年、京都市
- 光明院 波心庭 1939年、京都市

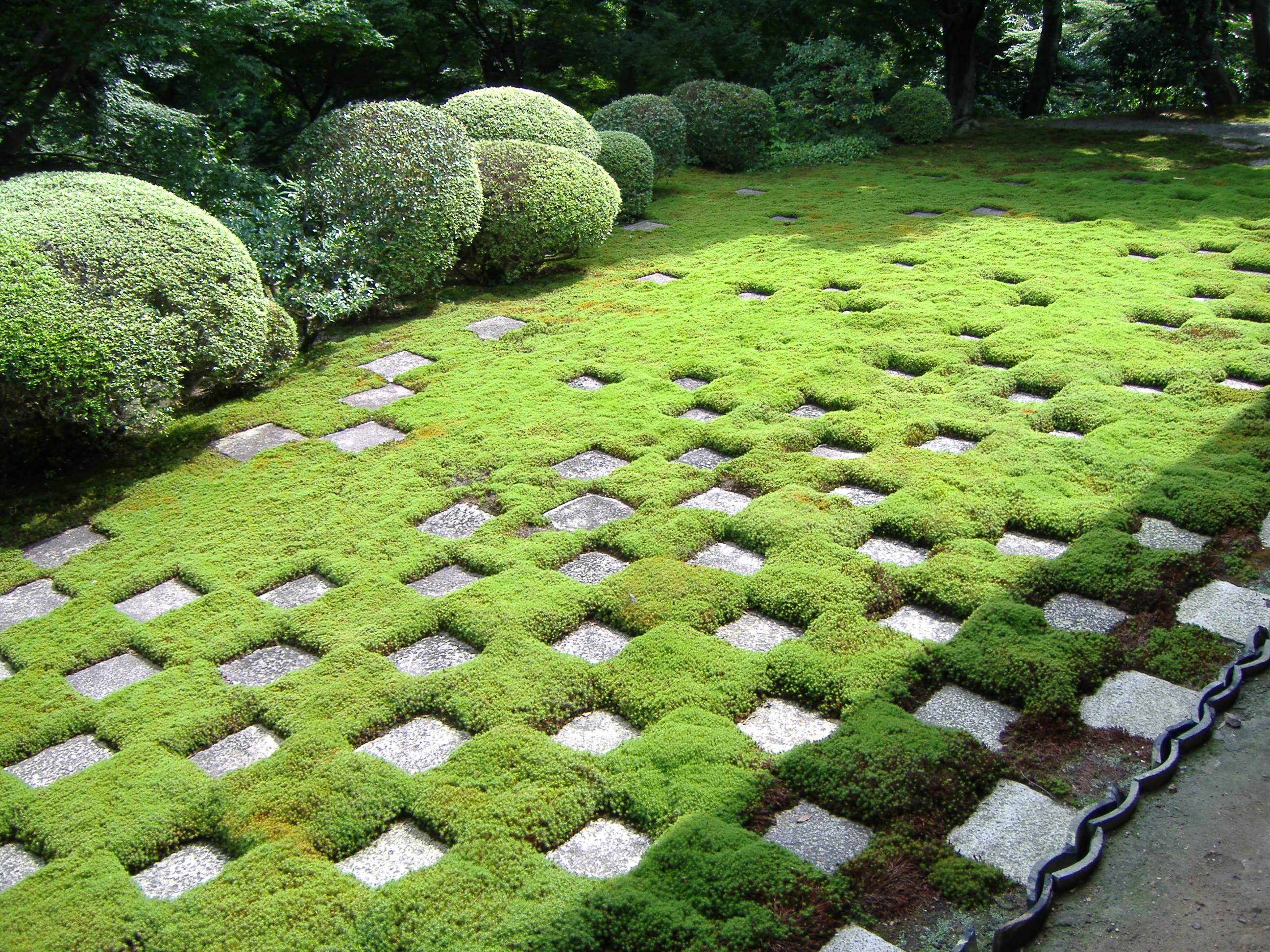
東福寺 方丈庭園 西庭 /1939年

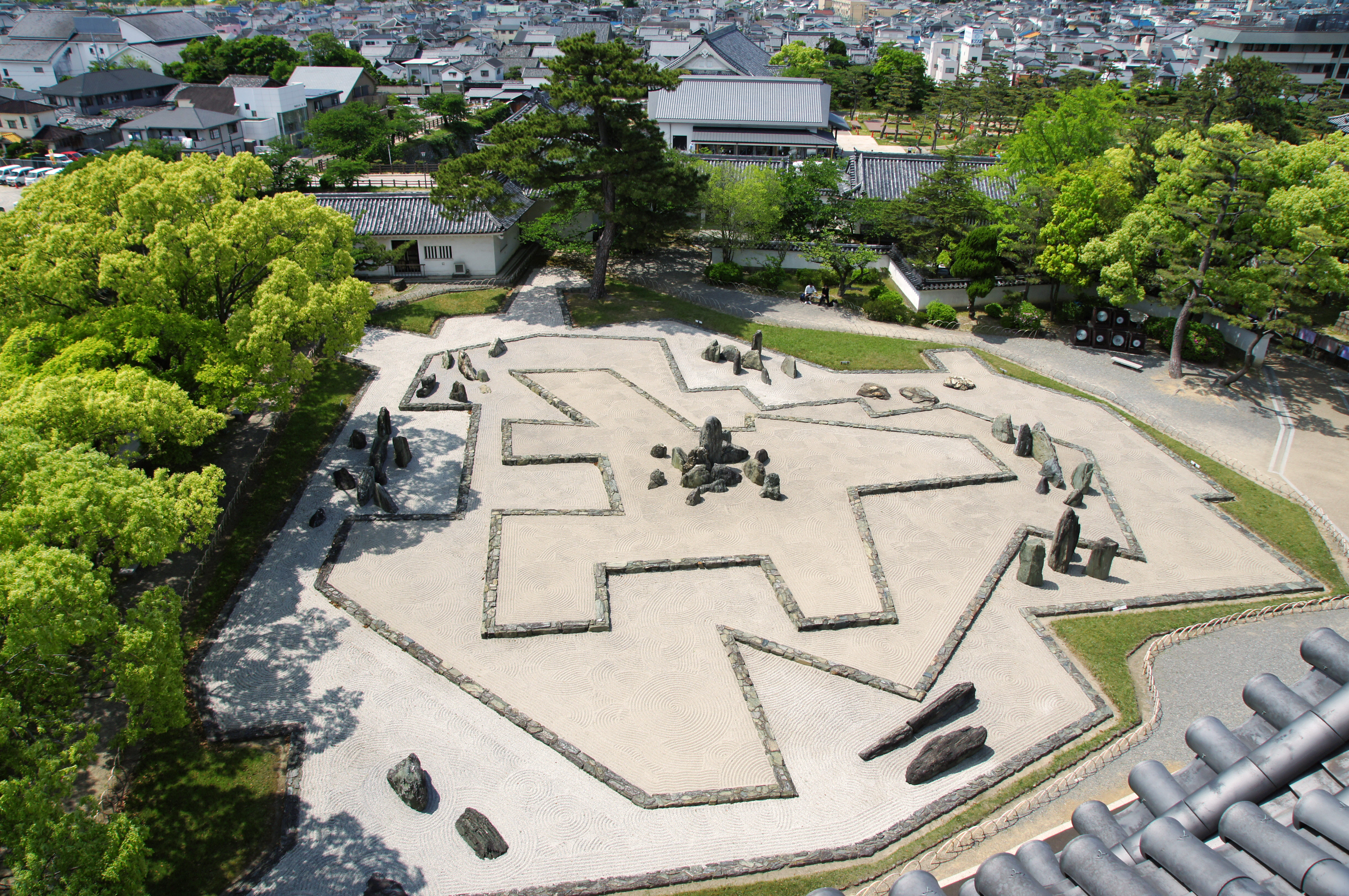
岸和田城 八陣の庭 /1953年

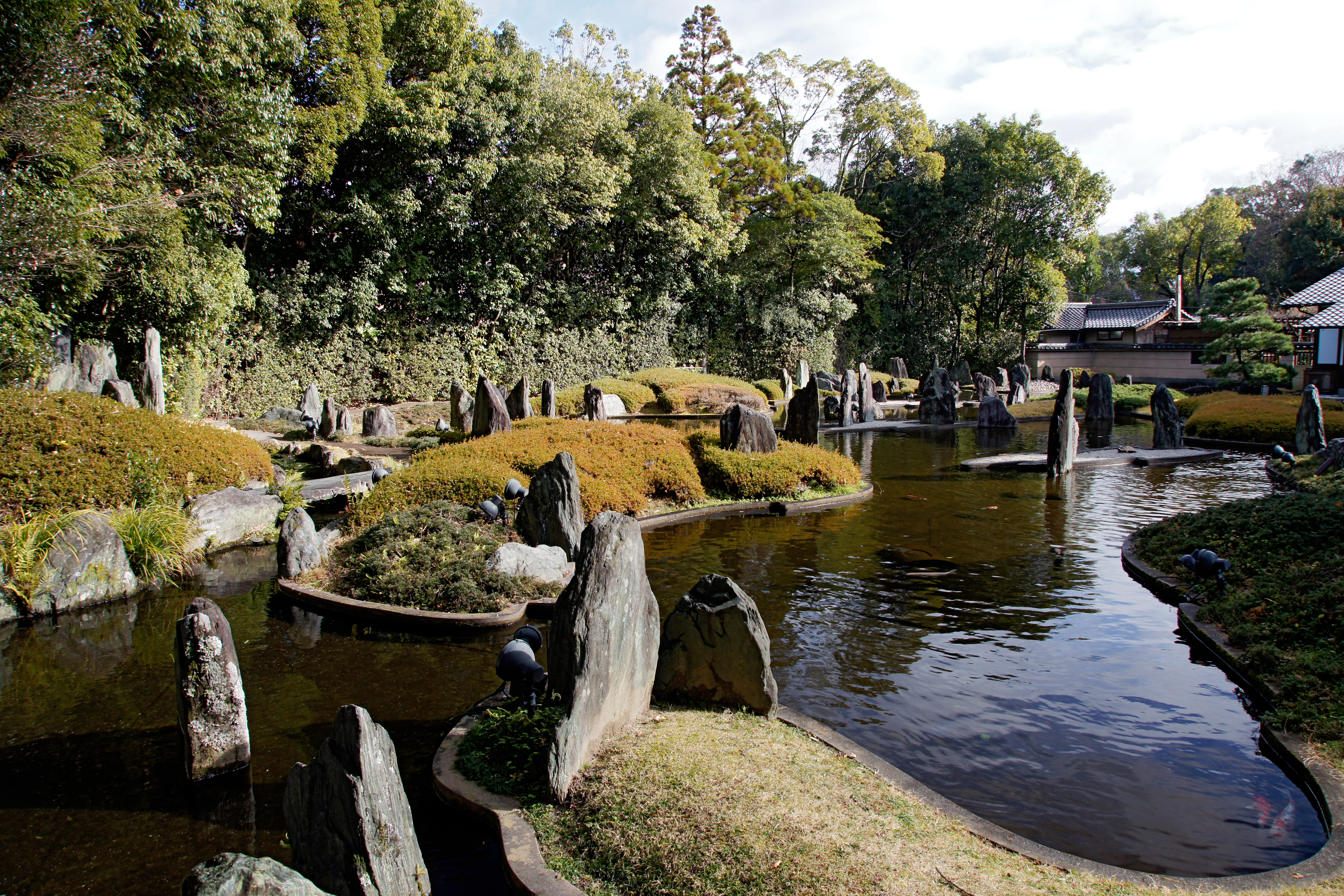
松尾大社松風苑 蓬莱の庭 /1975年

- 岸和田城 八陣の庭 1953年、大阪府岸和田市、国の名勝
- 光明禅寺 庭園 1957年、福岡県太宰府市
- 以楽公園 1961年、大阪府枚方市
- 瑞峯院 庭園 1961年、京都市
- 林昌寺 法林の庭 1961年、大阪府泉南市
- 志度寺 無染庭 1962年、香川県さぬき市
- 志度寺 曲水庭 室町時代の庭を1962年に改修、香川県さぬき市
- 興禅寺看雲庭 1963年、長野県木曽町
- 龍吟庵 庭園 1964年、京都市
- 財団法人北野美術館 庭園 1965年、長野県長野市
- 住吉神社 住之江の庭 1966年、兵庫県丹波篠山市
- 光清寺 心和の庭 1967年、京都市
- 逢春庭（現　ぼたん鍋処　如月庵）　1969年、兵庫県丹波篠山市
- 常栄寺 南溟庭 1968年、山口県山口市
- 天籟庵茶室茶庭 1969年、岡山県吉備中央町
- 友琳会館 友琳庭 1969年、2002年岡山県吉備中央町に移築
- 重森三玲邸庭園 1969年、京都市
- 漢陽寺 庭園 1969年 - 1973年、山口県周南市
- 半べえ聚花山（しゅうかざん）の庭 庭園 1970年、広島県広島市
- 霊雲院 庭園 1970年 - 1971年 京都市
- 石像寺  四神相応の庭 1972年、兵庫県丹波市
- 豊國神社 秀石庭 1972年、大阪府大阪市
- 福智院 庭園 1973年、和歌山県高野町（高野山）
- 松尾大社 松風苑 1975年、京都市
- 桜下亭 庭園 茶室、広島県広島市

## 主な著作
- 『日本庭園史図鑑』全26巻 1936 - 1939年、有光社
- 『庭の美』 1942年、第一藝文社
- 『枯山水』 1965年、河原書店
- 『庭 こころとかたち』 1968年、社会思想社
- 『日本の名園』 1969年、誠文堂新光社
- 『実測図日本の名園』 1971年、誠文堂新光社
- 『茶室茶庭辞典』 1973年、誠文堂新光社
- 『日本庭園史大系』全35巻 1971 - 1976年、社会思想社
- 『日本の庭（名園・作庭・素材編）』 1975年、毎日新聞社
- 『重森三玲作品集 庭・神々へのアプローチ』 1975年、誠文堂新光社
- 『枯山水』中央公論新社、2008年。以下は新版
- 『重森三玲　庭を見る心得』 平凡社、2020年

## エピソード
- 「三玲」の名は、フランスの画家ジャン＝フランソワ・ミレーにちなみ本人が改名したもの。美術学校時代から雅号として「ミレー」を名乗っていたが、やがて出家すれば戸籍を抹消できることを知り、一度出家して戸籍を抹消し、再び戸籍に入る時に三玲と改名した[2]。子供たちに名前をつける時にもヨーロッパの偉人に因み、長男には完途（カント）、二男には弘淹（コーエン）、長女には由郷（ユーゴー）、三男には埶氐（ゲーテ）、四男には貝崙（バイロン）と命名したが、長男の完途は父三玲の西洋趣味に反発し、自らの子供には古事記や万葉集に由来する日本風の名前をつけた。
- 重森弘淹は、東京綜合写真専門学校を創立し、篠山紀信、操上和美、須田一政、土田ヒロミ、水谷章人、鈴木理策など多くの著名な写真家を育成している。
- 白東社は重森邸で月一度の集まりを持ったが、そこには土門拳や小原豊雲、中川幸夫などの前衛いけばな作家も参加していた。
- 重森邸を度々訪れたアメリカの彫刻家・イサム・ノグチとの交友など、庭園を通じた三玲の交友関係は広かった。

## 子孫
- 重森完途 - 長男。作庭家。
- 重森弘淹 - 二男。写真評論家。
- 重森由郷 - 長女。日本舞踊「重森流」家元。
- 重森埶氐 - 三男。重森ゲーテ名義でも活動。第一アートセンター社長、重森GEITE事務所主宰、重森三玲記念館館長。
- 重森貝崙 - 四男。映像作家。
- 重森千靑 - 孫。長男完途の息子。作庭家。重森庭園研究所代表、京都工芸繊維大学講師。
- 重森三明 - 孫。美術家。重森三玲庭園美術館館長。
- 重森三果 - 孫。新内演奏家・新内志寿[3]。